# CSDC
Центральный депозитарий и клиринговая палата Китая (кит. 中国证券登记结算有限责任公司), также известная как CSDC или ChinaClear — центральный депозитарий ценных бумаг Китая, в Пекине, отвечающий за все ценные бумаги, депозитарные и клиринговые услуги на Шанхайской и Шэньчжэньской фондовых биржах.
Система была создана 30 марта 2001 года. В сентябре 2001 года Шанхайская центральная депозитарно-клиринговая корпорация по ценным бумагам и биржам и Shenzhen Securities Depository Corporation, две корпорации, которые отвечали за депозитарные и клиринговые услуги Шанхайской фондовой биржи и Шэньчжэньской фондовой биржи, были объединены в CSDC.